# Grete Bittner

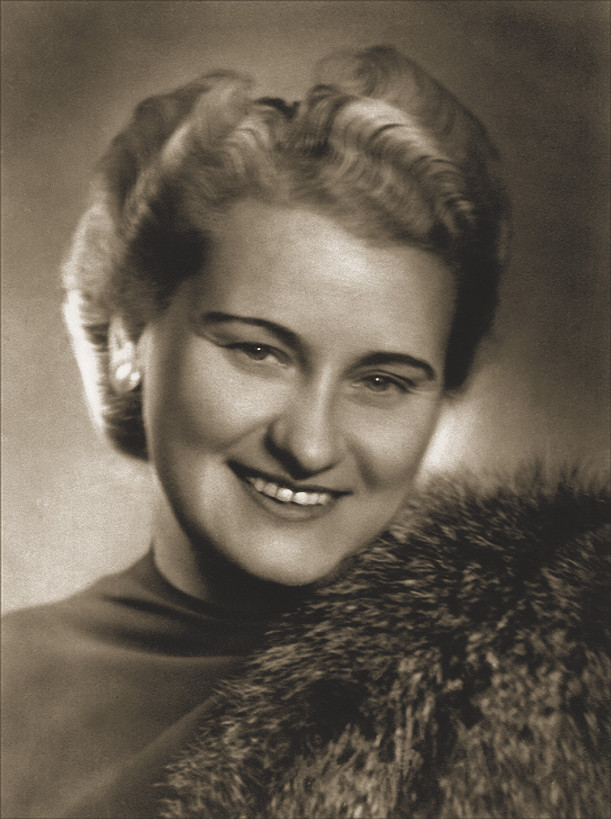
Grete Bittner

Grete Bittner (* 20. April 1905 in Krakau; † 1. Jänner 1973 in Klagenfurt am Wörthersee) war eine österreichische Volksschauspielerin.

## Leben
Grete Bittner war Schülerin von Max Reinhardt und vor 1939 in Wien, Deutschland und in der Schweiz als Schauspielerin tätig. 1940 lernt Grete Bittner den Schauspieler und Sänger Josef Liszt kennen. 1941 kam die gemeinsame Tochter Gisela Matzer zur Welt. 1944 kam Grete Bittner nach Klagenfurt, wo sie 25 Jahre als Lehrerin und zwei Jahre als Schuldirektorin tätig war. Als ein Mitglied der „Notgemeinschaft“ half sie mit, das Stadttheater Klagenfurt nach dem Krieg wieder in Betrieb zu nehmen und war ebenso als Schauspielerin, Regisseurin und Oberspielleiterin tätig. Durch ihre vielseitige künstlerische Begabung prägte sie für viele Jahre die Sparte Schauspiel an diesem Haus.
Nebenbei war sie für den Österreichischen Rundfunk tätig. Grete Bittner kämpfte für die Rechte der Frauen und war die Präsidentin der Kärntner Frauen Gewerkschaft sowie Mitgründerin des Mutter Kind Heimes im Landes Krankenhaus Klagenfurt.
Grete Bittner wurde 1970 mit dem Goldenen Ehrenzeichen der Republik Österreich und 1964 mit dem Ehrenkreuz für Kunst und Wissenschaft ausgezeichnet.
Grete Bittner starb am 1. Jänner 1973 in Klagenfurt und wurde auf dem Friedhof St. Martin in Klagenfurt beigesetzt.

## Würdigung
In Klagenfurt bekam die Grete-Bittner-Straße ihren Namen.